# Metamora (Illinois)
Metamora es una villa ubicada en el condado de Woodford en el estado estadounidense de Illinois. En el Censo de 2010 tenía una población de 3636 habitantes y una densidad poblacional de 637,25 personas por km².

## Geografía
Metamora se encuentra ubicada en las coordenadas 40°47′44″N 89°22′6″O / 40.79556, -89.36833. Según la Oficina del Censo de los Estados Unidos, Metamora tiene una superficie total de 5.71 km², de la cual 5.7 km² corresponden a tierra firme y (0.18%) 0.01 km² es agua.

## Demografía
Según el censo de 2010, había 3636 personas residiendo en Metamora. La densidad de población era de 637,25 hab./km². De los 3636 habitantes, Metamora estaba compuesto por el 96.67% blancos, el 0.3% eran afroamericanos, el 0.14% eran amerindios, el 0.5% eran asiáticos, el 0% eran isleños del Pacífico, el 0.8% eran de otras razas y el 1.6% pertenecían a dos o más razas. Del total de la población el 1.76% eran hispanos o latinos de cualquier raza.